# Półsiad

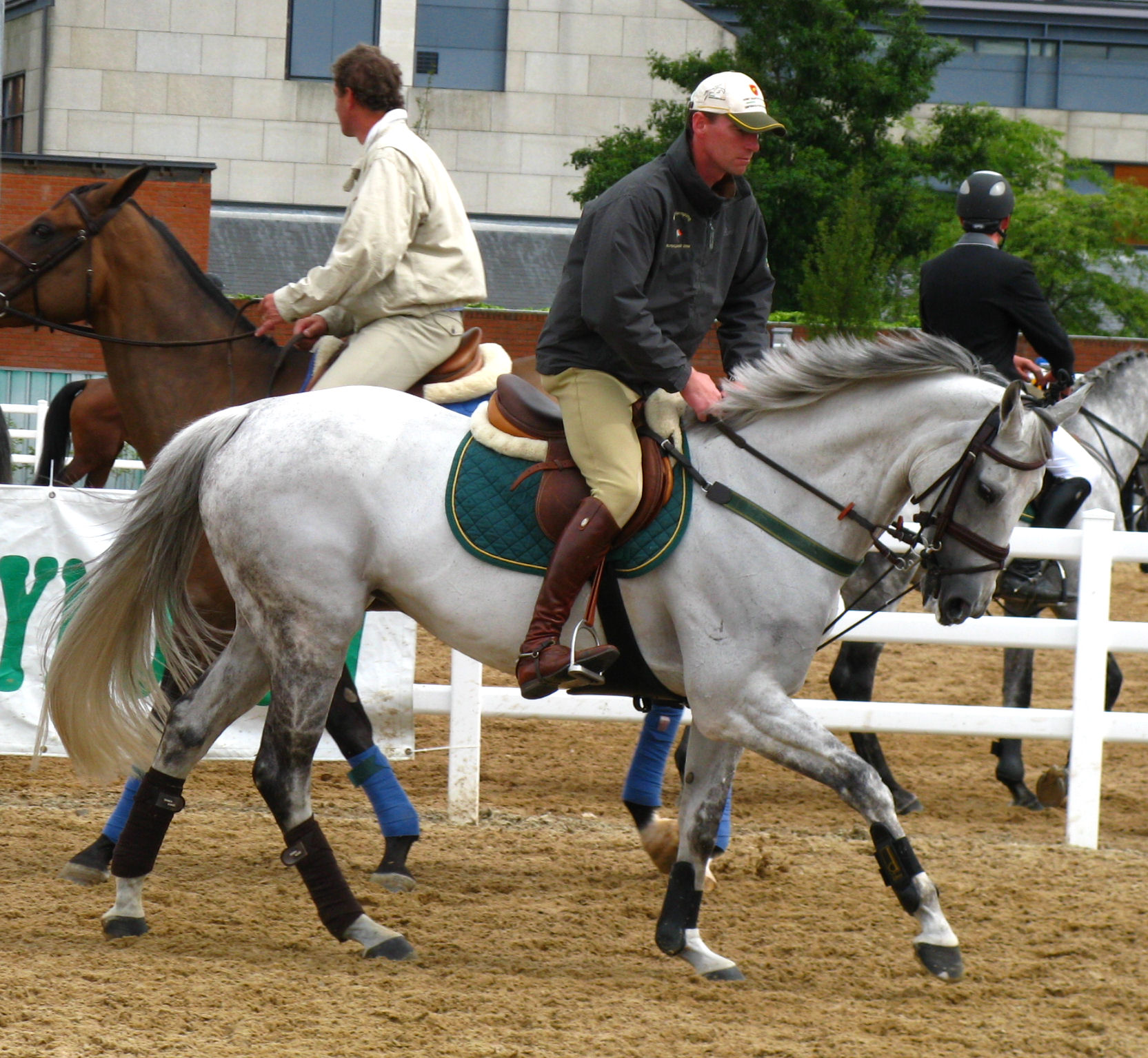
Jeździec galopujący w półsiadzie

Półsiad (niem. Leichter Sitz) – pozycja przyjmowana przez jeźdźca na koniu w celu odciążenia grzbietu zwierzęcia, przede wszystkim w galopie. Półsiad stosuje się przy wyjazdach w teren oraz skokach. W półsiadzie jeździec pochyla tułów lekko do przodu, skraca wodze, utrzymuje równowagę poprzez przeniesienie ciężaru ciała bardziej na strzemiona oraz zamknięcie łydek na bokach konia, nierzadko mylnie określane jako 'trzymanie się kolanami'.

## Pozycja skokowa

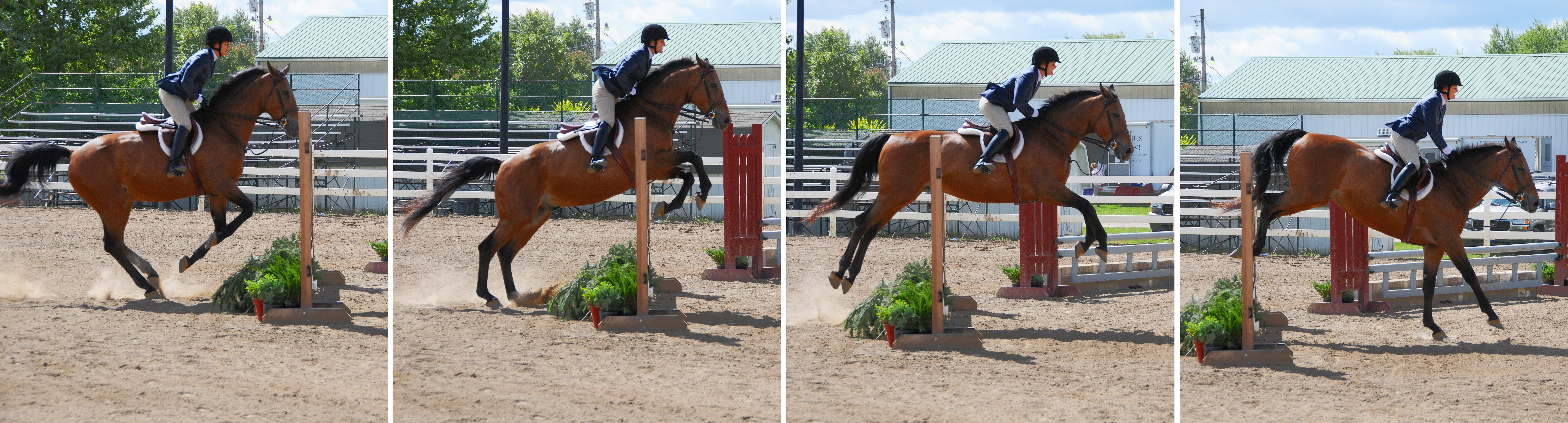
Fazy skoku i pozycja skokowa

Pozycja skokowa (ang. Jumping position), zwana też dosiadem skokowym, stosowana jest przez jeźdźców podczas skoków przez przeszkody. Pozycja ta podobna jest do półsiadu. Podczas odskoku, krocze jeźdźca powinno przylegać bardziej do przedniego łęku siodła, tułów powinien być lekko pochylony, a kontakt z końskim pyskiem powinien być delikatny i w gotowości do zupełnego oddania wodzy. Podążając za ruchem konia, jeździec zachowuje ustawienie dolnej części ciała (uda, kolana, łydki i pięty) jak w dosiadzie pełnym. Wzrok jeźdźca powinien być skierowany do przodu, tułów swobodny i prosty, pochylony do przodu, ramiona swobodne i opuszczone. Wodze i przedramiona powinny znajdować się na linii prostej, od kiełzna do łokcia jeźdźca. Podczas skoku ręce podążają za ruchem konia, nawet do zupełnego ich wyprostowania w łokciach.
Do przyjęcia pozycji skokowej jeździec przygotowuje się już w ostatnich foule (krokach) galopu przed przeszkodą poprzez wzmocnienie dosiadu, silniejsze przyleganie kolanami do boków konia i regulowanie kontaktu z pyskiem konia. Podczas odskoku, tułów przesuwa się do przodu, a kontakt z pyskiem konia słabnie, aż do osiągnięcia zupełnej swobody. Po doskoku ("wylądowaniu"), jeździec natychmiast powraca do poprzedniej postawy (pełnego siadu lub półsiadu).
Pozycja skokowa jeźdźca stwarza koniowi warunki zbliżone do naturalnych podczas skoku: swobodę pracy grzbietu i akcji szyi i głowy oraz możliwie najmniejsze obciążenie zadu. Została opracowana przez kapitana Federico Caprilli. Znana jest też jako "siedzenie do przodu" lub "2 punkty", ponieważ zawodnik ma głównie 2 punkty w kontakcie z koniem: nogi i ręce.

## Dosiad stiplowy

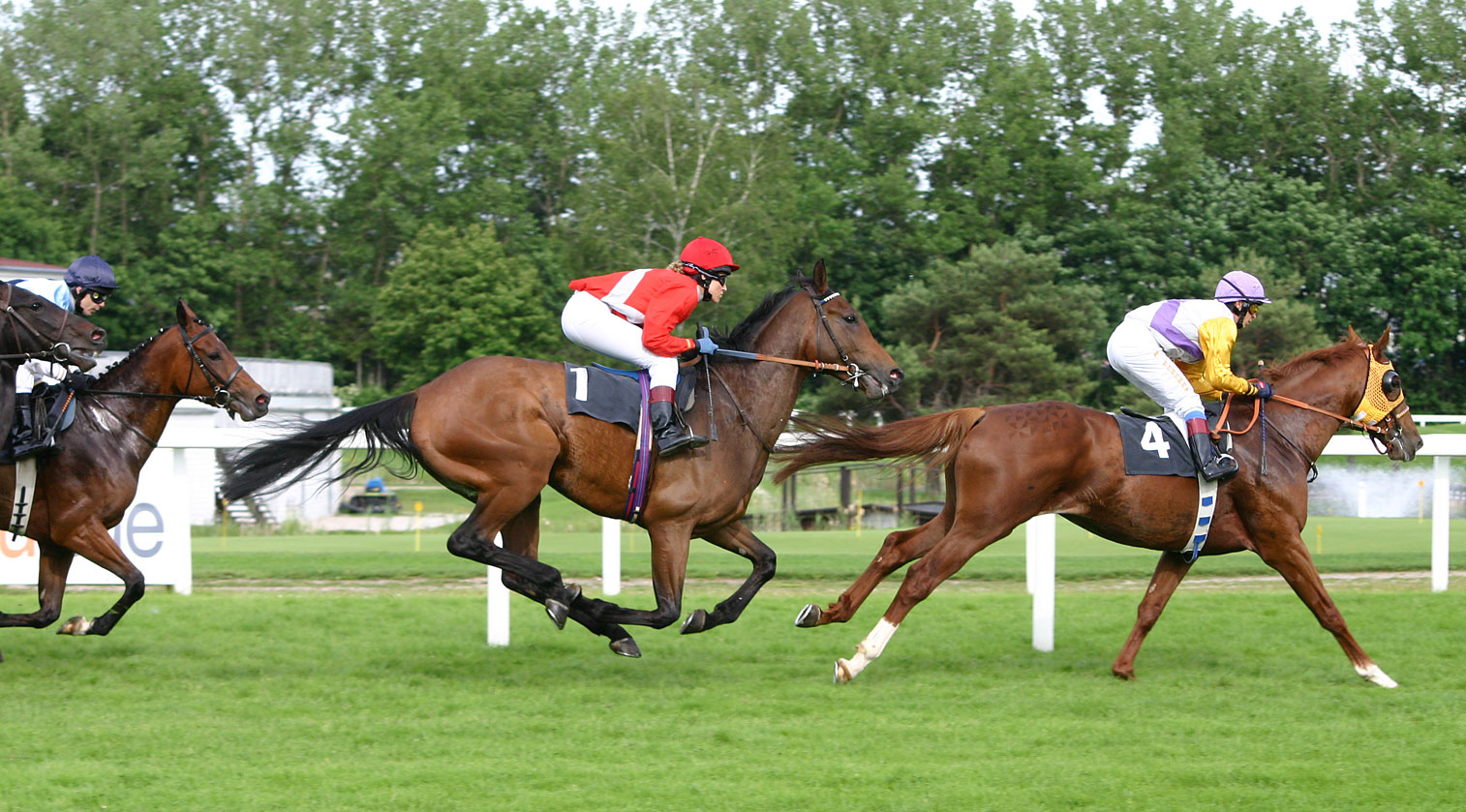
Zawodnicy w dosiadzie stiplowym podczas wyścigu

Dosiad stiplowy (ang. Steepleseat). Pozycja przyjmowana przez jeźdźców (dżokejów) podczas wyścigów z przeszkodami (ang. Steeplechase). W dosiadzie stiplowym strzemiona muszą być znacznie wyżej, a zawodnik bardziej pochylony.

## Dosiad myśliwski
Hunt seat (ang.) terminologia stosowana w USA i Kanadzie odnosi się do stylu przedniego siedzenia podczas jazdy. W Anglii jest jednym z dwóch form dosiadu klasycznego obok pełnego dosiadu (ang. Saddle seat). Dosiad myśliwski opiera się na tradycji polowań na lisy. Konkurencje z dosiadem myśliwskim w Ameryce Północnej obejmują jazdę w terenie i skoki przez ogrodzenia. Terminologia używana jest także przy jakiejkolwiek formie przedniego siedzenia podczas jazdy konnej.